# Маніту
Маніту (англ. Manitou) — озеро в східній частині острову Манітулін, що на озері Гурон. Округ Манітулін, провінція Онтаріо, Канада. Площа водойми становить 104 км², співвідношення 19,8×6 км. Озеро прісноводне. З південного берега східної частини озера витікає 15 кілометрова річка Маніту, що впадає в озеро Гурон.
Озеро є найбільшим озером на найбільшому на планеті острові посеред озера, тому за визначенням маємо тавтологію, Маніту це «озеро в озері». На острівному озері є кілька острівців, щодо яких можна сказати «острів на острові». Найбільші — «острови Великий та Малий Аґрусові» (англ. Big & Little Gooseberry).